# Adolf Niska

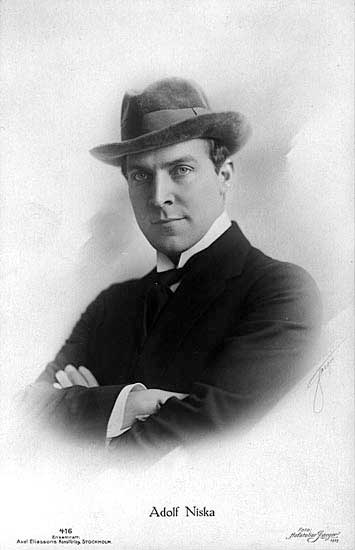
Adolf Niska en 1915

Adolf Niska en la opereta Madame Szibill (1915)

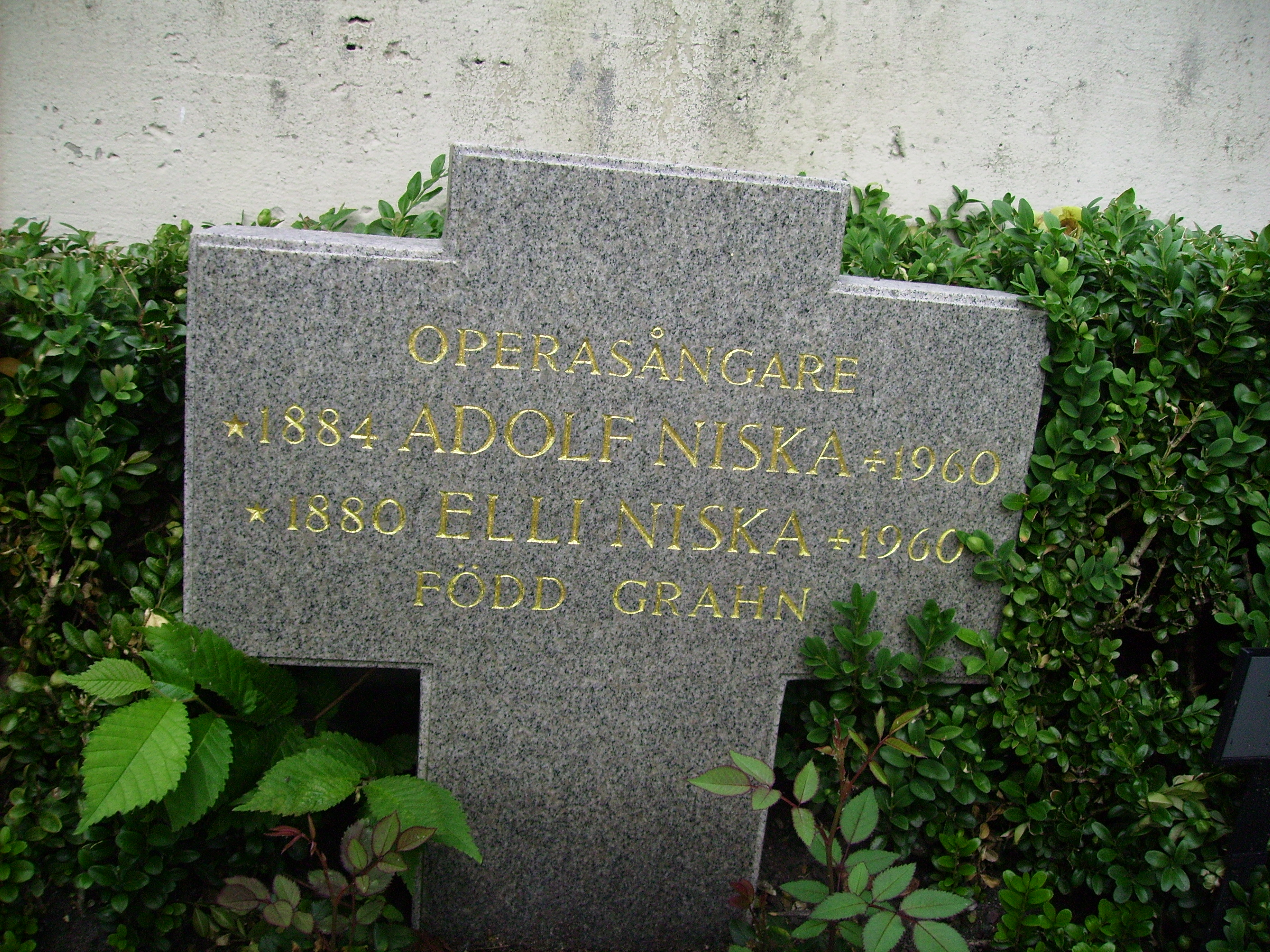
La tumba de Niska en el Cementerio Skogskyrkogården

Adolf Niska (17 de febrero de 1884 - 2 de agosto de 1960) fue un barítono cantante de opereta, actor y director sueco de origen finlandés.

## Biografía
Su nombre completo era Adolf Bernhard Niska, y nació en Víborg, en la actualidad parte de Rusia. Era hermano del aventurero Algot Niska, del actor Bror Niska y de la cantante de ópera Ester Niska.
Tras su examen de graduación en 1904, Niska se formó en San Petersburgo, Helsinki, Berlín y Milán. Debutó con el papel de Hans en la opereta Solstrålen, representada en el Teatro nacional de Finlandia, en Helsinki, donde actuó en 1905 y 1906. Actuó en el Teatro Sueco de la misma ciudad desde 1909 a 1915, aunque entremedias cursó estudios en Berlín y Milán y actuó como invitado en el Åbo Svenska Teater.
En ese período hizo algunos papeles de ópera, como el de Goro en Madame Butterfly, Wotan en Sigfrido, y Fígaro en Las bodas de Fígaro. Niska se mudó a Suecia en el otoño de 1915, comprometiéndose con el Teatro Oscar, de cuya compañía formó parte hasta 1926. Debutó en dicho teatro como el Príncipe Konstantin en Madame Szibill, llevando posteriormente a cabo interpretaciones como las de Georg Kesser en Kessers generalkupp (de Sten Njurling), Schubert en Das Dreimäderlhaus, el marqués en Les cloches de Corneville, Achmed Bey en Stambuls ros, y Iwo en Katja. 
También formó parte del show de Ernst Rolf Lyckolandsrevy en 1924, y en 1928 pasó al Vasateatern, donde interpretó ópera hasta 1931. Además, colaboró en cortos períodos en el Konserthusteatern y en el Cirkusteatern, y participó en representaciones por diferentes espacios folkpark. Tenía un contrato con el dueño del Teatro Oscar, Albert Ranft, que le permitió trabajar en el cine mucho antes que otros actores del centro. Así, debutó en el cine en 1917, actuando en una decena de películas, siendo uno de sus papeles el de General Kulneff en Fänrik Ståls sägner-del I.
Hizo su primera grabación para el gramófono en 1915, interpretando un dueto con Naima Wifstrand, con un tema de su opereta de debut, Madame Szibill. En total grabó 37 discos.
Adolf Niska falleció en Estocolmo en el año 1960. Desde el año 1910 estuvo casado con la actriz Elin ”Elli” Grahn, con quien tuvo a sus hijas Rita y Zenta Maria.

## Filmografía

### Actor
- 1917 : Fru Bonnets felsteg
- 1917 : Envar sin egen lyckas smed
- 1923 : Hälsingar
- 1926 : Fänrik Ståls sägner-del I
- 1928 : Stormens barn
- 1936 : 33.333
- 1938 : Du gamla du fria
- 1939 : Efterlyst
- 1940 : Beredskapspojkar
- 1940 : Blyge Anton

### Director
- 1928 : Stormens barn

## Teater

### Actor
- 1915 : Madame Szibill, de Victor Jacobi, dirección de Oskar Textorius, Teatro Oscar[3]
- 1915 : La Mascotte, de Edmond Audran, Alfred Duru y Henri Charles Chivot, dirección de Axel Ringvall, Teatro Oscar[4]
- 1917 : Das Dreimäderlhaus, de Alfred Maria Willner, Heinz Reichert, Franz Schubert y Heinrich Berté, Teatro Oscar[5]
- 1917 : Kejsarinnan Maria Théresia, de Leo Fall, Julius Brammer y Alfred Grünwald, dirección de Oskar Textorius, Teatro Oscar[6]
- 1921 : Damen i hermelin, de Jean Gilbert, Rudolph Schanzer y Ernst Welisch, dirección de Carl Barcklind, Teatro Oscar[7]
- 1921 : El estudiante mendigo, de Carl Millöcker, Richard Genée y Camillo Walzel, dirección de Elvin Ottoson, Teatro Oscar[8]
- 1922 : Lucullus, de Jean Gilbert, Rudolf Schanzer y Ernst Welisch, dirección de Carl Barcklind, Teatro Oscar[9]
- 1923 : Das Dreimäderlhaus, de Alfred Maria Willner, Heinz Reichert, Franz Schubert y Heinrich Berté, dirección de Nils Johannisson, Teatro Oscar[10]
- 1923 : Katja, de Jean Gilbert, Leopold Jacobson y Rudolph Österreicher, dirección de Nils Johannisson, Teatro Oscar[11]
- 1923 : Madame Pompadour, de Rudolf Schanzer, Ernst Welisch y Leo Fall, dirección de Nils Johannisson, Teatro Oscar[12]
- 1923 : Bajadären, de Emmerich Kálmán, Julius Brammer y Alfred Grünwald, Trondheims teater
- 1924 : Rajhan, de Anders Eje y Fred Winter, dirección de Nils Johannisson, Teatro Oscar[13]
- 1924 : Kvinnan i purpur, de Jean Gilbert, Leopold Jacobson y Rudolf Oesterreicher, dirección de Nils Johannisson, Teatro Oscar[14]
- 1925 : La condesa Maritza, de Julius Brammer, Alfred Grünwald y Emmerich Kálmán, dirección de Nils Johannisson, Teatro Oscar[15]
- 1925 : Julstjärnan, de Sverre Brandt y Johan Halvorsen, dirección de Nils Johannisson, Teatro Oscar[16]
- 1928 : Grevinnan Eva, de Albert Szirmai y Frans Martos, dirección de Oskar Textorius, Vasateatern[17]
- 1928 : Sista valsen, de Oscar Straus, Julius Brammer y Alfred Grünwald, dirección de Oskar Textorius, Vasateatern
- 1929 : Katja, de Jean Gilbert, Leopold Jacobson y Rudolph Österreicher, dirección de Oskar Textorius, Vasateatern[18]
- 1929 : Nattkavaljeren, de Robert Stolz, Alfred Maria Willner y Rudolf Österreicher

### Director
- 1930 : Hotell Stadt Lemberg, de Jean Gilbert y Ernst Neubach, Vasateatern
- 1930 : Stockholm blir Stockholm, de Svasse Bergqvist, Vasateatern

## Libros
- Niska, Adolf (1931).  Bonnier, ed. Mitt livs mazurka med Thalia: äventyr i olika länder (en sueco). Estocolmo.